# TV2000
TV2000 is een stripblad dat tussen 1966 en 1969 werd uitgegeven door de Nederlandse Rotogravure Mij. naast het damesblad Eva (overgegaan in het huidige Viva) en een tegenhanger van de Geïllustreerde Pers uitgave van Donald Duck en Pep bij damesblad Margriet.
TV2000 introduceerde enkele noviteiten op stripbladengebied:
- krantenformaat
- "Nieuws uit 2068" insteek
- op televisieseries gebaseerd
- stripverhalen die over twee bladzijden heenliepen en zich niet aan de rechthoekige kaders van een plaatje stoorden

TV2000 is de Nederlandse mengvorm-versie van de Britse stripbladen TV Century 21 (later TV21) en Lady Penelope voor respectievelijk jongens en meisjes. Ze waren beide grotendeels gewijd aan de sciencefiction-/poppenseries van Gerry Anderson gemaakt met de supermarionationtechniek, zoals de Thunderbirds, Stingray en Captain Scarlet.
Voor de Nederlandse lezer werd slechts een deel van TV21 en Lady Penelope overgenomen (Fireball XL-5 zat daar bijvoorbeeld niet bij). Verder werd het aangevuld met strips naar televisieseries die op de Nederlandse televisie in die periode te zien waren, zoals Thierry la Fronde.
Daarnaast was er een brievenrubriek (genaamd "Uw post, freule"), een puzzelpagina, informatieve artikelen over bijvoorbeeld sterren en planeten, nieuws uit 1866, 1966 en 2066 (en latere jaren) en tekstverhalen (o.a. van Batman, geïllustreerd met foto's uit de televisieserie).
In de zomer van 1966 verscheen er (als vooraankondiging van het in september van dat jaar te verschijnen eerste nummer van TV2000) een stripalbum getiteld Thunderbirds Extra - Alles over International Rescue. Het album kostte f1,95, werd uitgegeven op stripalbumformaat en had 64 pagina's afwisselend in zwart-wit en kleur. De inhoud bestond uit strips en artikelen over de Thunderbirds en Lady Penelope, Geheim Agent 2000 en Ruimte family Robinson. Men kon zich inschrijven voor een gratis proefnummer van "TV2000 de nieuwe kleurenkrant voor de jeugd" door een briefkaart te sturen naar TV2000 afd. Exploitatie Noordeinde 8, Leiden.
Het blad begon op 3 september 1966 met nummer 36. Dit vreemde startnummer komt doordat het een voortzetting is van het stripblad Fix & Fox met stripverhalen van de Duitse Rolf Kauka, dat eindigde met nummer 35. In de eerste nummers van TV2000 wordt het verhaal van Pit en Piccolo (beter bekend als Robbedoes en Kwabbernoot) nog afgemaakt dat in Fix en Fox begonnen was.
Evenals TV21 werd TV2000 aanvankelijk als een 16 pagina's grote krant gebracht (36 bij 28 cm) waarin nieuws uit 2066–2067 gebracht werd. Dat nieuws was deels gebaseerd op de serie Thunderbirds. De voorpagina had grote krantenkoppen en was voorzien van kleurenfoto's uit de televisieseries waar de strips op gebaseerd waren. De stripverhalen van de Thunderbirds werden door Frank Bellamy getekend en hadden een dynamische stijl door over de volle twee pagina's te zijn uitgespreid. Dit gold ook voor de strips over Lady Penelope door Frank Langford. Een deel van de strips werd in zwart-wit afgedrukt.
Vanaf nummer 13 in 1967 ging het blad over op het meer gebruikelijke folio-formaat (29 bij 21 cm). Half zo groot, maar dubbel zo dik als het eerdere krantenformaat. Als bijzonderheid verscheen in deze jaargang een vierdelig foto-verhaal van de bioscoopfilm "Thunderbirds Are Go" (nummers 33-36). Ook verschijnen nieuwe strips van Thierry la Fronde, Daktari, The Munsters, The girl from U.N.C.L.E., Batman en The Monkees.
In 1968 werd met ingang van nummer 31 (3 augustus 1968) het formaat nog een maatje kleiner (24.5 bij 17,5 cm) en drukkerij Rotogravure uit Leiden werd ingewisseld voor de gebroeders Spada (Fratelli Spada) in Rome. Door het nog kleinere formaat moesten strips die in TV21 over twee pagina's worden afgebeeld hertekend worden zodat ze op enkelvoudige pagina's pasten. Dit gebeurde met een tekenstijl die zeer sterk afweek van de oude (die van bijvoorbeeld Frank Bellamy was niet meer terug te vinden). De inkleuring was slecht verzorgd (zo werd de jas van Captain Scarlet groen!). Alleen primaire kleuren werden gebruikt, zodat nuancering in bijvoorbeeld gezichtstinten, plooien in kleding en ontploffingen niet meer aanwezig was. Dit gaf het blad een goedkoop aanzicht, ook al door de gebruikte papiersoort. Kenners hechten dan ook de minste waarde aan deze reeks.
De basis voor het blad, de series Thunderbirds en Captain Scarlet, verdween in 1968 van het televisiescherm en langzaam ook uit TV2000. Toenemend werd het stripblad een ordinair blad met weinig interessante Terrytoon-strips (als Mr. Magoo en Big Valley). Het lezersaantal nam af en op de laatste bladzijde van nummers 51 en 52 van 1969 werd aangekondigd dat het blad zou ophouden te verschijnen. Nummer 52 van 1969 is het laatste nummer. Er zijn dan 174 nummers verschenen. Het onofficiële vervolg werd de maandelijkse reeks Televisiefavorieten.

## De stripverhalen
- Thunderbirds – Frank Bellamy
- Lady Penelope – Frank Langford
- Marina, het meisje van de zee (spin-off van Stingray) – Rab Hamilton
- Captain Scarlet – Mike Noble, Ron Embleton
- Geheim agent 2000 – Jon Davis
- Daktari – John Davis en Eric Kinkaid
- Joris Valkenier – Gerrit Stapel
- The Monkees – H.F. Lindfield
- Ruimtefamilie Robinson – John Burns

- Thierry la Fronde – Lucien Nortier
- The man from U.N.C.L.E. – Ron Embleton
- The girl from U.N.C.L.E.
- De 5 Julia's (spin-off van Captain Scarlet) – Jon Davis
- De schone heks – Bill Titcombe
- Voorpagina – John Burns
- Fratsen van Parker – Peter Ford
- De familie Monster
- Het Motel